# دایزو اوکیتسو
دایزو اوکیتسو (انگلیسی: Daizo Okitsu؛ زادهٔ ۱۵ ژوئن ۱۹۷۴) بازیکن فوتبال اهل ژاپن است.
از باشگاه‌هایی که در آن بازی کرده‌است می‌توان به باشگاه فوتبال شیمیزو اس-پالس و باشگاه فوتبال سرزو اوساکا اشاره کرد.